# Кончаловское кладбище
Кончало́вское кла́дбище — общественное гражданское кладбище, расположено в городе Обнинске Калужской области.

## Общие сведения
Одно из трёх действующих общественных кладбищ города Обнинска; два других — Добринское и Передольское. К городу также примыкает старейшее Белкинское кладбище (деревня Белкино; официально закрыто для новых захоронений в 1994 году). В черте города находится небольшое мусульманское кладбище.
Кончаловское кладбище (также как Добринское) закрыто для новых захоронений, на нём производятся только подзахоронения в родственные захоронения.
Обслуживается муниципальным предприятием «Бюро ритуальных услуг».

## Происхождение названия
Название Кончаловское кладбище происходит от Кончаловских гор (имение «Бугры»), которые, в свою очередь, получили название от фамилии художника Петра Кончаловского, купившего в 1932 году дом в Буграх:
Одно из живописных мест города сейчас называется Кончаловские горы. Но испокон веку это было Бугры. В 1890-е гг. для доктора И. И. Трояновского там был построен <…> самсоновскими плотниками дом. В 1932 г. у дочери известного в России врача Анны Ивановны, наставницы и друга С. Т. Рихтера, дом был куплен П. П. Кончаловским. Место постепенно стало именоваться Кончаловские горы. За низиной на другом холме сейчас расположено обнинское кладбище, которое на жаргонном языке стало называться «Кончаловка» (ударение на втором о).
Название Кончаловское кладбище не является окончательно устоявшимся. В ряде официальных документов кладбище называется кладбище «Кончаловские горы» и городское кладбище на «Кончаловских горах».

## Свято-Тихонов приход

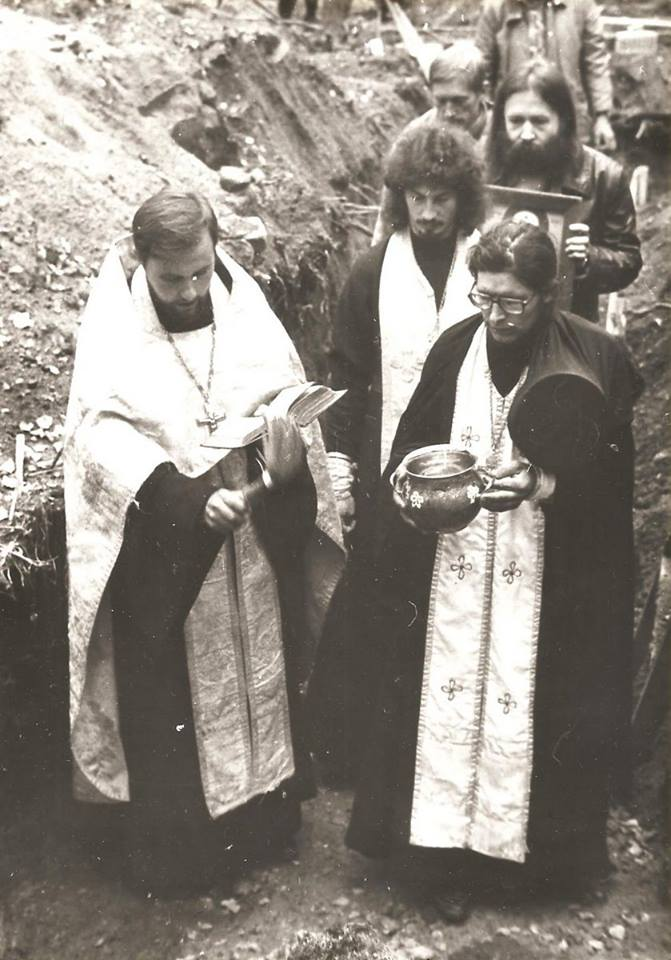
Освящение котлована под основание храма Святителя Тихона, 1991 год

К 1991 году в Обнинске сформировалась православная община, зарегистрированная как юридическое лицо «Местная православная религиозная организация Приход в честь Святителя Тихона, Патриарха Московского и Всероссийского в г. Обнинске Калужской епархии Русской православной церкви (Московского патриархата)» (сокращённое название «Свято-Тихоновский приход в г. Обнинске»).
Освящение закладного камня при строительстве храма в честь Святителя Тихона, Патриарха Московского и Всероссийского совершил в 1991 году игумен Ростислав Колупаев в сослужении игумена Геласия, настоятеля Никольского монастыря в Малоярославце и священника Алексия Полякова, настоятеля Борисо-Глебского храма в Белкино.
Слева рядом с алтарём могила первого настоятеля храма иеромонаха Дионисия (Ладохи). В 1992 году Свято-Тихоновский приход на собственные средства и добровольные пожертвования построил на территории Кончаловского кладбища Храм в честь Святителя Тихона, Патриарха Московского и Всероссийского. Небольшая церковь строилась для отпевания и совершения панихид.
Со временем число прихожан увеличилось, и в 1994—1996 гг. к церкви был пристроен придел в честь Благовещения Пресвятой Богородицы, в котором в настоящее время совершаются все богослужения. В 2008 году была построена колокольня. Главная храмовая икона — Святителя Тихона с частицей его мощей. При церкви есть воскресная школа для детей и взрослых.
В храме совершаются все таинства и обряды предусмотренные традицей РПЦ МП.
Первым настоятелем храма с 1992 по 2000 год был отец Георгий Ладоха (в миру Юрий Алексеевич Ладоха, 1938—2000), в 2000 году принявший монашеский постриг с именем Дионисий. Иеромонах Дионисий похоронен около алтаря храма. Второй настоятель храма с 2000 года по сегодняшний день — отец Павел Синицын.
Храм отнесён к 3-му благочинию (округу) Калужской епархии Русской православной церкви.

## Список объектов культурного наследия народов России, расположенных на Кончаловском кладбище
| Фото | Наименование объекта                                                                 | Номер захоронения | Категория охраны                                                                               |
| ---- | ------------------------------------------------------------------------------------ | ----------------- | ---------------------------------------------------------------------------------------------- |
|      | Могила Лауреата Ленинской и Государственной премии, физика И. И. Бондаренко, 1964 г. | нет данных        | Объект культурного наследия народов РФ регионального значения. Рег. № 401610707490005 (ЕГРОКН) |
|      | Могила Лауреата Государственной премии, военачальника И. С. Любого, 1963 г.          | нет данных        | Объект культурного наследия народов РФ регионального значения. Рег. № 401610707380005 (ЕГРОКН) |
|      | Могила Героя Соц. труда, лауреата Ленинской премии А .И. Лейпунского, 1972 г.        | нет данных        | Объект культурного наследия народов РФ регионального значения. Рег. № 401610707320005 (ЕГРОКН) |
|      | Могила профессора, химика В. С. Ляшенко, 1961 г.                                     | нет данных        | Объект культурного наследия народов РФ регионального значения. Рег. № 401610707390005 (ЕГРОКН) |
|      | Могила профессора, патофизиолога И. А. Ойвина, 1972 г.                               | нет данных        | Объект культурного наследия народов РФ регионального значения. Рег. № 401610707500005 (ЕГРОКН) |

## Известные личности, похороненные на кладбище
1961
- Ляшенко, Василий Саввич (1908—1961) — советский химик. Начальник отдела материаловедения Физико-энергетического института в 1950—1961 гг. Могила — объект культурного наследия регионального значения (статус присвоен в 1991 году).

1963
- Любый, Иван Семёнович (1904—1963) — советский топ-менеджер, военный (генерал-лейтенант НКВД, затем МВД), строитель. В 1957— 1963 годах руководил всем строительством Обнинска. Могила — объект культурного наследия регионального значения (статус присвоен в 1991 году).

1964
- Бондаренко, Игорь Ильич (1926—1964) — советский физик. Умер из-за врачебной ошибки. Могила — объект культурного наследия регионального значения (статус присвоен в 1991 году).

1968
- Павлинчук, Валерий Алексеевич (1937—1968) — советский физик, общественный деятель, диссидент. Умер от воспаления лёгких[11]. Памятник на могиле сделан Вадимом Сидуром[11].

1972
- Лейпунский, Александр Ильич (1903—1972) — советский физик. Могила — объект культурного наследия регионального значения (статус присвоен в 1991 году).
- Ойвин, Исидор Абрамович (1909—1972) — советский патофизиолог. Организовал и возглавил в Институте медицинской радиологии отдел радиационной патофизиологии. Могила — объект культурного наследия регионального значения (статус присвоен в 1991 году).

1976
- Родионов, Михаил Петрович (1904—1976) — советский научный и хозяйственный руководитель. Директор Физико-энергетического института в 1960—1968 гг.

1979
- Алымов, Александр Валентинович (1955—1979) — советский военный лётчик. Погиб около города Чимкента в Казахстане, отводя падающий самолёт от жилого посёлка. Тело лётчика Алымова было привезено в Обнинск в цинковом гробу[12].

1981
- Тимофеев-Ресовский, Николай Владимирович (1900—1981) — биолог, генетик[11]. Фотография могилы с указанием её точных координат.

1983
- Усачёв, Лев Николаевич (1926—1983) — советский физик[11].

1984
- Кардашин, Алексей Владимирович (1921—1984) — советский военный, танкист, подполковник. Участник Второй мировой войны. Герой Советского Союза (1945)[13][14].

1989
- Мальский, Анатолий Яковлевич (1909—1989) — советский топ-менеджер, инженер, первый директор обнинского завода «Сигнал» в 1971—1981 годах.

1992
- Наумов, Александр Фёдорович (1897—1992) — российский и советский военный, генерал-майор. Участник Первой мировой войны, Гражданской войны на стороне красных, Второй мировой войны.

1993
- Трушков, Илья Фёдорович (1925—1993) — советский военный, пехотинец, полковник. Участник Второй мировой войны. Герой Советского Союза (1945).
- Лучник, Николай Викторович (3 января 1922, Ставрополь — 5 августа 1993) — советский генетик, биофизик, радиобиолог; интеллектуал, филателист. Один из крупнейших специалистов в области радиационного мутагенеза и генетики человека.

1994
- Новиков, Иван Васильевич (1923—1994) — советский политический деятель. Первый секретарь Обнинского городского комитета КПСС в 1968—1983 гг. Почётный гражданин города Обнинска (посмертно).

1996
- Легкошкур, Фёдор Антонович (1919—1996) — участник Второй мировой войны, правофланговый исторического Парада Победы на Красной площади 24 июня 1945 года

1997
- Осипенко, Леонид Гаврилович (1920—1997) — советский подводник, контр-адмирал, Герой Советского Союза (1959).

2005
- Антоненко, Нина Степановна (1921—2005) — советский политический деятель, председатель Обнинского горисполкома в 1966—1982 гг.

2006
- Работнов, Николай Семёнович (1936—2006) — советский и российский физик, литератор.

2010
- Краснов, Александр Сергеевич (1943—2010) — советский и российский турист-водник, хирург.
- Стельмах, Валерий Павлович (1943—2010) — советский и российский химик, переводчик, поэт[15].

2012
- Силаев, Владимир Николаевич (1931—2012) — советский государственный, политический и хозяйственный деятель. Умер, не просыпаясь, от удушья во время пожара в своей квартире в ночь с 6 на 7 ноября 2012 года[16].

2014
- Казачковский Олег Дмитриевич (1915-2014) — советский и российский физик, организатор науки. Директор Научно-исседовательского института атомных реакторов (Димитровград), директор Физико-энергетического института (Обнинск) в 1973-1987 годах.

## Кончаловское кладбище в литературе
Писатель Сергей Есин, добиравшийся к своей даче через Кончаловские горы, писал в июле 2005 года в своём дневнике:
На кладбище выросла церковь, а рядом с ней ещё какой-то дом и, кажется, ещё, ограда выделила целый участок, где, наверное, будет сад. Центральная аллея заросла, асфальт весь растрескался, в ямах. Возле памятника солдату, который я помню еще с начала «перестройки», и куда, видимо, родители приходили ежедневно, появилась еще одна, свежая, с неувядшими цветами, могила. На фотографическом портрете хорошее русское лицо — должно быть, отец.